# Alan Rubin
Pour les articles homonymes, voir Rubin.
Alan Rubin, né le 11 février 1943 à Brooklyn et mort le 8 juin 2011 à Manhattan (New York, États-Unis), est un trompettiste américain. 
Il a travaillé notamment avec Frank Sinatra et Frank Zappa mais est surtout connu pour sa participation au groupe des Blues Brothers sous le surnom de « Mr. Fabulous » de 1978  à sa mort.

## Filmographie
- 1980 : Les Blues Brothers de John Landis : Mr. Fabulous
- 1998 : Blues Brothers 2000 de John Landis : Mr. Fabulous